# 1925 dans les chemins de fer
Chronologie des chemins de fer
1924 dans les chemins de fer - 1925 - 1926 dans les chemins de fer

## Évènements
- 24 - 27 janvier : grève des cheminots du Sénégal[1].
- 10 mars, France : ouverture de la section Croix-Rouge - Mabillon de la ligne 10 du métro de Paris.
- 8 juin, France : ouverture du chemin de fer Condom-Castéra-Verduzan. (compagnie du Midi)
- 14 juin, France : ouverture de la ligne Crozon - Camaret-sur-Mer sur le Réseau breton.
- 11 décembre : rébellions sur le chantier de la ligne de chemin de fer de Thiès-Kayes à Guinguinéo[2].